# Pomník Carla Loewa ve Štětíně

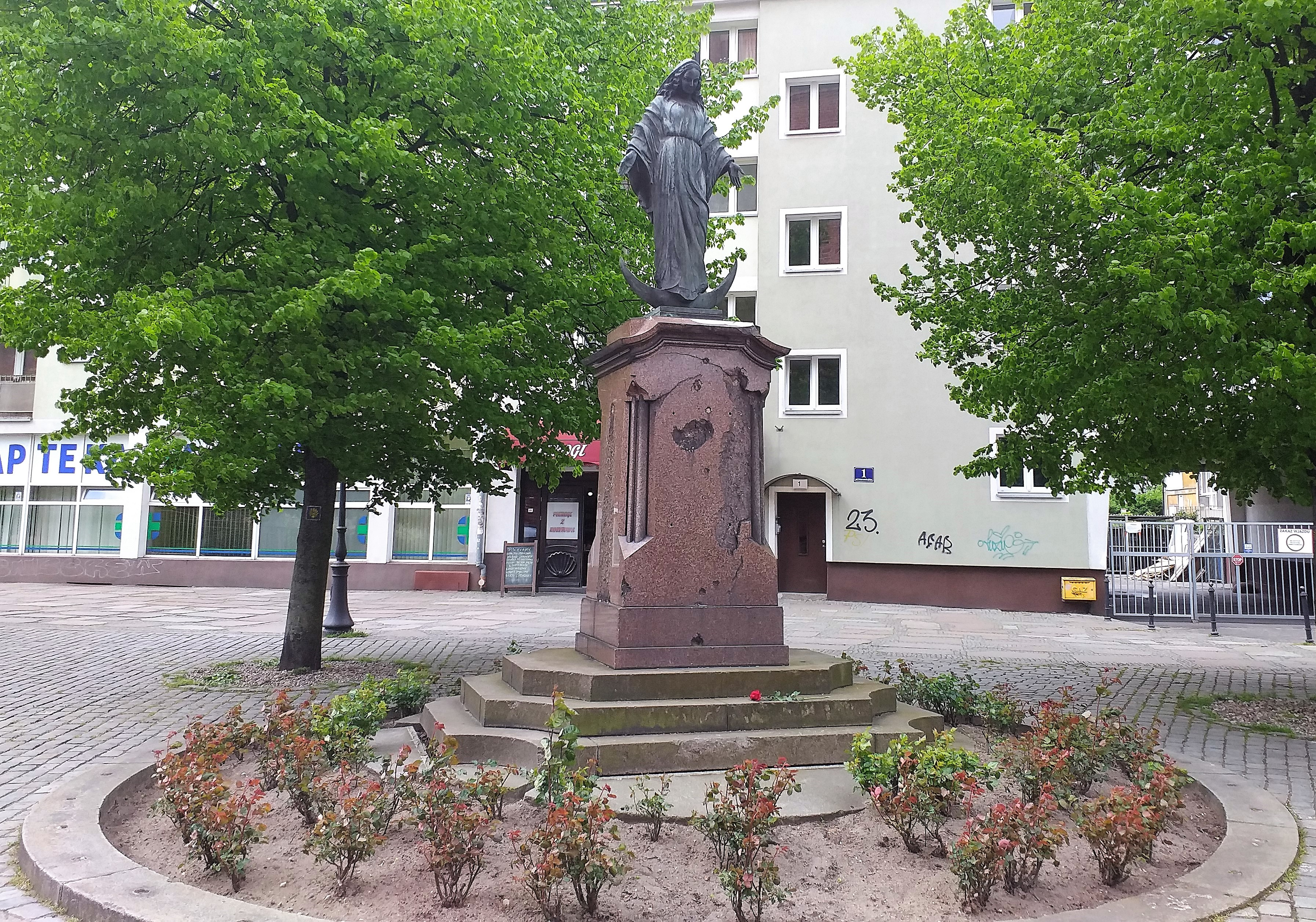
Socha Matky Boží namísto sochy Carla Loewa

Pomník Carla Loewa ve Štětíně byl odhalen 30. listopadu 1897 před bazilikou svatého Jakuba. Na svém místě stál do roku 1942. Jeho autorem byl berlínský sochař Hans Weddo von Glümer.
Pomník byl umístěn před štětínskou bazilikou svatého Jakuba, kde byl Loewe po mnoho let varhaníkem. Bronzová socha varhaníka byla umístěna na podstavci z červené žuly s nápisem Loewe. Podstavec stál na několika stupních a byl zdobený bronzovými postavami zobrazujícími hudební putti. Pomník byl oplocen zdobeným železným plotem.
Socha nepřežila druhou světovou válku, pravděpodobně v roce 1942 byla roztavena pro válečné účely. Přežil pouze žulový podstavec, na který byla postavena socha Matky Boží v roce 1991.